# Tarkus
Tarkus — второй студийный альбом британской рок-группы Emerson, Lake & Palmer, выпущенный в 1971 году.

## Об альбоме
Таркус — фантастический киборг, наполовину броненосец, наполовину танк, изображённый на обложке альбома. На внутреннем развороте альбома содержится последовательность картинок борьбы Таркуса с другими полумеханическими созданиями, заканчивающаяся победой мантикоры.
Первоначально планировалось использовать в качестве обложки картину Сальвадора Дали, но стороны не сошлись в цене и обложку нарисовал Уильям Нил. Песня «Are You Ready Eddy?» написана в честь звукорежиссёра Эдди Оффорда.
Диск занял 9-е место в американском чарте Billboard Top LPs, а в 2015 году занял 21-е место в списке «25 лучших классических альбомов прогрессивного рока» по версии PopMatters.

## Список композиций
1. "Tarkus"  — 20:35
  - "Eruption" (Эмерсон) — 2:43
  - "Stones of Years" (Эмерсон, Лейк) — 3:44
  - "Iconoclast" (Эмерсон) — 1:15
  - "Mass" (Эмерсон, Лейк) — 3:11
  - "Manticore" (Эмерсон) — 1:52
  - "Battlefield" (Лейк) — 3:51
  - "Aquatarkus" (Эмерсон) — 3:59
2. "Jeremy Bender" (Эмерсон, Лейк) — 1:46
3. "Bitches Crystal" (Эмерсон, Лейк) — 3:55
4. "The Only Way" [hymn] (Эмерсон, Лейк) — 3:48
5. "Infinite Space" [conclusion] (Эмерсон, Палмер) — 3:18
6. "A Time and a Place" (Эмерсон, Лейк, Палмер) — 2:57
7. "Are You Ready Eddy?" (Эмерсон, Лейк, Палмер) — 2:10

## Участники записи
- Кит Эмерсон — клавишные
- Грег Лейк — вокал, гитары, тексты
- Карл Палмер — ударные

## Позиции в хит-парадах и сертификации
Еженедельные чарты:
| Год       | Чарт                                          | Высшая позиция | Пребывание |
| --------- | --------------------------------------------- | -------------- | ---------- |
| 1971—1972 | Австралия (Kent Music Report)                 | 6              | нет данных |
| 1971—1972 | Великобритания (UK Albums Chart)              | 1              | 18 недель  |
| 1971—1972 | Италия (Musica e dischi)                      | 1              | 30 недель  |
| 1971—1972 | Канада (RPM Albums Chart)                     | 12             | 23 недели  |
| 1971—1972 | Нидерланды (Album Top 100)                    | 6              | 6 недель   |
| 1971—1972 | Норвегия (VG-lista)                           | 7              | 19 недель  |
| 1971—1972 | США (Billboard 200)                           | 9              | 26 недель  |
| 1971—1972 | Финляндия (Suomen virallinen lista)           | 6              | 17 недель  |
| 1971—1972 | ФРГ (Offizielle Top 100)                      | 4              | 7 недель   |
| 1971—1972 | Япония (Oricon)                               | 55             | нет данных |
|           |                                               |                |            |
| 2016      | Великобритания (UK Independent Albums Chart)  | 43             | 1 неделя   |
| 2016      | Великобритания (UK Rock & Metal Albums Chart) | 34             | 1 неделя   |
|           |                                               |                |            |
| 2021      | Великобритания (UK Rock & Metal Albums Chart) | 20             | 1 неделя   |

| Чарт (1971)                        | Позиция |
| ---------------------------------- | ------- |
| Италия (FIMI)                      | 14      |
| Нидерланды (Buma/Stemra)           | 39      |
| США (Billboard Top Popular Albums) | 75      |
| ФРГ (Offizielle Top 100)           | 24      |

| Регион                                                      | Сертификация | Продажи  |
| ----------------------------------------------------------- | ------------ | -------- |
| Великобритания (BPI)                                        | Золотой      | 100 000^ |
| США (RIAA)                                                  | Золотой      | 500 000^ |
| ^ Данные о тиражах приведены только на основе сертификации. |              |          |